# Instituto do Cinema e do Audiovisual
Das Instituto do Cinema e do Audiovisual (ICA) ist eine staatliche Einrichtung der Filmförderung und eine Institution des portugiesischen Films mit Sitz in Lissabon.

## Geschichte
Nachdem das autoritäre Estado Novo-Regime bereits 1948 mit dem Fundo do Cinema Nacional einen ersten Filmförderungsfonds geschaffen hatte, beschloss das portugiesische Parlament unter Marcelo Caetano 1970 eine zeitgemäße Filmförderung und den Schutz der portugiesischen Filmproduktion. 1971 wurde zu dem Zweck das Instituto Português de Cinema (IPC) gegründet. Es trat ab 1973 öffentlich in Erscheinung, während seine erste Produktionsplanung erst kurz vor der Nelkenrevolution 1974 genehmigt wurde.
1982 wurde das IPC reformiert und erhielt nun einen autonomen rechtlichen und finanziellen Status, jedoch weiterhin als staatliche Einrichtung im Kulturministerium.
1994 erfolgte eine Umstrukturierung und Umbenennung in Instituto Português da Arte Cinematográfica e Audiovisual (IPACA).
Im März 1998 stellte das erneut umstrukturierte und nun Instituto do Cinema, Audiovisual e Multimédia (ICAM) genannte Institut seine Drei-Jahres-Planung 1998–2000 vor.
Zusätzlich zu den Gesetzesnovellen von 2004, zur Film- und Audiovisuellen Kunst, und von 2006, zur Schaffung des Förderfonds für Kino und audiovisuelle Produktion, machten Änderungen im Kulturministerium 2007 eine erneute Restrukturierung des ICAM nötig. Noch im selben Jahr wurde das heutige ICA als Nachfolgerin des ICAM geschaffen, weiterhin als eigenständige Institution unter dem Dach des Kulturministeriums.
Nachdem die vom Kulturministerium angekündigten Gesetzesänderungen seit geraumer Zeit anhängig waren und mit ihnen nicht nur Einschnitte in der Filmförderung des Landes befürchtet wurden, sondern mit den offenen Vorgängen der ICA in der ungeklärten Gesetzeslage auch die Produktion der portugiesischen Filmwirtschaft weiter stillstand, sind im Mai 2012 erst die Vize-Präsidentin des ICA, die Schauspielerin Leonor Silveira, und dann der Präsident, José Pedro Ribeiro, zurückgetreten.
Mit Veröffentlichung im Gesetzesblatt Diário da República am 24. Januar 2013 (Nr. 09/2013) trat das neue Gesetz in Kraft. Damit übernahm das ICA auch die bisherige privatwirtschaftliche Filmförderung des FICA. Im Gegensatz zum FICA erwies sich das ICA seither in der Eintreibung von offenen Zahlungen seitens der privaten Unternehmen als handlungsfähig, und das Gesetz entfaltete im Wesentlichen die gewünschte Wirkung. Die Neuregelung blieb daher auch bei der letzten gesetzlichen Neuregelung zur Kino- und audiovisuellen Produktion (2018) unangetastet, dazu kam 2022 ein zusätzlicher Beitrag von 1 % auf die Ergebnisse von Streamingdiensten, was weitere 10 Mio. Euro bedeuten könnte.

## Tätigkeit

### Statistik
Das ICA veröffentlicht die wöchentlichen Box-Office-Zahlen der Kinowirtschaft in Portugal, führt Statistik über die portugiesische Filmproduktion, und hält die Daten in einer öffentlichen Datenbank vorrätig. Seit 2011 veröffentlicht es außerdem einen Katalog mit relevanten Daten und Kontakten zu allen Filmen portugiesischer Produktion des Jahres.

### Filmförderung
Das ICA ist die wichtigste Institution der Filmförderung in Portugal. Es gibt Fördertöpfe für Drehbücher und Projektentwicklung, für Kurzfilme, Dokumentationen und Spielfilme, für Produktion, und für Projekte der Fortbildung im Filmbereich. Es bietet auch Serviceangebote, u. a. Information und Vermittlung zu Internationalen Filmfestivals und Fördereinrichtungen.
Das ICA vertritt die portugiesische Mitgliedschaft beim europäischen Filmförderungsfonds Eurimages.

## Finanzierung
Im Zeichen der staatlichen Haushaltsprobleme infolge der Finanzkrise ab 2007 standen die Planungen des Kulturministeriums für das Budget des ICA. So sollte die Finanzierung auf 80 % für Kino- und 20 % für andere audiovisuelle und Multimedia-Produktion festgesetzt werden, wobei die Fernsehanstalten verstärkt in die Finanzierung eingebunden wurden.
Anfangs finanzierte sich das ICA aus einer Steuer von 4 % auf die Werbeeinnahmen der Fernsehanstalten, von der 3,2 % an das ICA und 0,8 % an die Cinemateca Portuguesa gingen. Danach wurden mit einer Neuregelung auch die Pay-TV-Unternehmen und die verschiedenen Videothek- und Online-Verleihbetriebe an der Finanzierung beteiligt. Auch die Abgabe der Filmverleihe sollte steigen, ebenso die der Kinobetreiber.
Das Gesetz war im Mai 2012 jedoch noch immer nicht verabschiedet, und in Teilen noch unklar, so dass das ICA, durch die eingebrochenen Einnahmen in dem von der Finanzkrise geschüttelten Land und der damals offenen Gesetzeslage, keine Zahlungen leisten konnte, und die Filmproduktion in Portugal zunehmend zum Stillstand kam. Das zuständige Kultursekretariat teilte der ICA nach dem Rücktritt seines Präsidiums im Mai 2012 mit, das Gesetz sei nun in die Schlussphase seiner Verabschiedung eingetreten.
Nach der Verabschiedung des Gesetzes 2013 und dem folgenden Ende der bisherigen privatwirtschaftlichen Filmförderung FICA und dessen Übergang auf die ICA verbesserte sich die Lage. Die neue sozialistische Regierung unter António Costa 2015 leitete einen Richtungswechsel ein, nahm einen Großteil der rigiden Austeritätspolitik seines konservativen Vorgängers zurück und verbesserte auch die Lage der Kulturschaffenden im Land. So wurde wieder ein eigenständiges Kulturministerium eingeführt und die Förderungsgrundlagen der Film- und audiovisuellen Produktion verbessert. 2018 konnten 19 Millionen an Fördergeldern verteilt werden. Für 2022 wurden die geltenden Regelungen um einen zusätzlichen Beitrag von 1 % auf die Ergebnisse von Streamingdiensten ergänzt, was weitere 10 Mio. Euro ausmachen könnte.